# ضیاء طاهری
ضیا طاهری  از سیاستمداران ایرانی بود، که در دوره‌های  نوزدهم بعنوان نماینده یزد در مجلس شورای ملی حضور داشت.